# Lewin Kłodzki (gmina)
Lewin Kłodzki – gmina wiejska położona w województwie dolnośląskim, w zachodniej części powiatu kłodzkiego. Przed reformą administracyjną Polski z 1999 r. gmina wchodziła w skład województwa wałbrzyskiego. Siedziba władz gminy znajduje się w Lewinie Kłodzkim.
Obszar gminy stanowi 5,18% powierzchni powiatu. Według danych z 30 czerwca 2009 r. gminę zamieszkiwało 1831 osób. Natomiast według danych z 31 grudnia 2017 roku gminę zamieszkiwało 1940 osób.
Według danych z 30 czerwca 2020 roku gminę zamieszkiwało 1930 osób.

## Położenie geograficzne

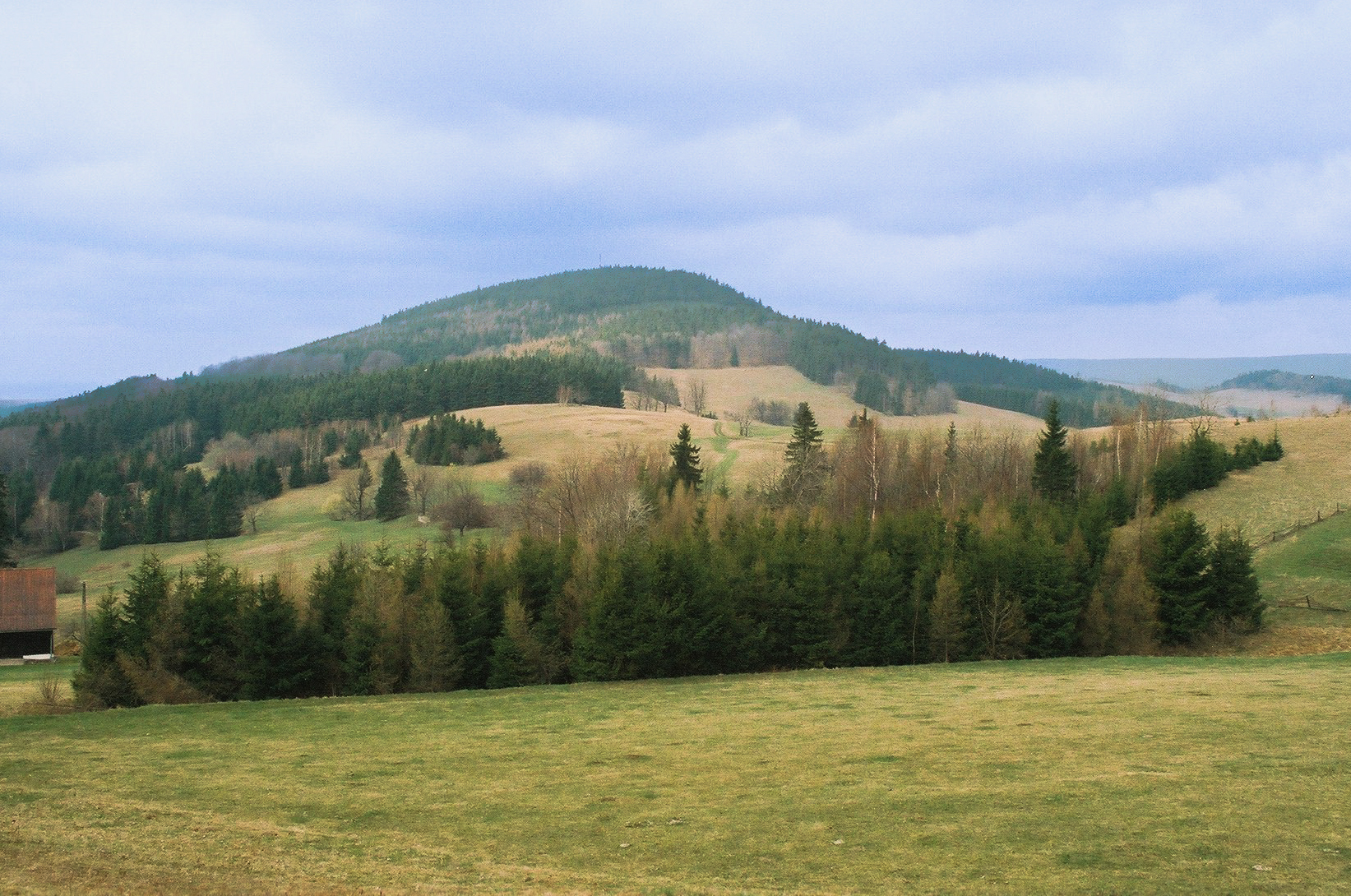
Fragment Wzgórz Lewińskich z widokiem na Grodczyn najwyższy szczyt w gminie

Gmina Lewin Kłodzki położona jest w południowo-zachodniej Polsce, w Sudetach, w makroregionie Sudetów Środkowych. Obszar gminy obejmuje w większości teren Wzgórz Lewińskich, wchodzących w skład Pogórza Orlickiego, które na zachodzie graniczą z Obniżeniem Kudowy, na południu z Pogórzem Orlickim, na północy z Górami Stołowymi.
Na zachodzie i północy gmina Lewin Kłodzki graniczy z Kudową-Zdrój, na wschodzie z gminą Szczytna i Dusznikami-Zdrój, a na południu z Czechami.

## Środowisko naturalne
Obszar gminy należy do terenów górskich, gdzie wyraźnie zaakcentowana jest rzeźba dolinna, otoczona niezbyt wysokimi grzbietami wzniesień, które pokryte są przez lasy i łąki. Maksymalna wysokość terenu, przy południowej granicy gminy – przebiega tam granica państwa, wynosi 825 m n.p.m. Wysokość najniższa to 385 m n.p.m. i występuje w przejściu cieku Klikawa przez północno-zachodnią granice gminy. Blisko połowa terenów gminy znajduje się na wysokości 500 m n.p.m..

## Symbole gminy
Herbem gminy jest wizerunek murów miejskich w polu niebieskim. Symbol ten, spotykany powszechnie w herbach miejskich, podkreśla posiadanie przez Lewin praw miejskich (odebranych po II wojnie światowej). Wizerunku tego nie należy odczytywać jako potwierdzenia posiadania murów miejskich, ponieważ Lewin jako miasto otwarte nigdy ich nie posiadał.

## Historia
Pierwsza wzmianka historyczna dotycząca Lewina Kłodzkiego pochodzi z 1345 roku. Miejscowość ta pojawia się tam jako ośrodek administracyjno-wytwórczy Przez teren obecnej gminy przechodziła jedna z odnóg jednego z ważniejszych szlaków handlowych Europy, zwanego szlakiem bursztynowym. W związku z tym przypuszcza się, że osadnictwo na tym terenie istniało dużo wcześniej niż w XIV wieku. Kolejna wzmianka dotycząca Lewina pojawia się w 1390 roku, kiedy jest mowa że ma on status wsi, zaś w 1415 roku uzyskał prawa miejskie. Od XIII wieku do końca XVI wieku ziemia ta wchodziła w skład tzw. państewka homolskiego.
Teren obecnej gminy znacznie ucierpiał podczas wojen husyckich, szczególnie w 1428 roku oraz podczas wojny trzydziestoletniej (1618-1648). Po tych kataklizmach Lewin Kłodzki oraz okoliczne miejscowości zawsze się podnosiły. Od XVIII do 1. połowy XIX wieku zlokalizowany był tu jeden z ośrodków tkactwa na ziemi kłodzkiej. Bogactwo miejscowym mieszkańcom przynosiły targi płótnem. Bliskość dwóch uzdrowisk: Dusznik i Kudowy nie pozwoliło na większy rozwój miejscowości mimo doprowadzenia w 1903 roku linii kolejowej z Kłodzka.
Po II wojnie światowej Lewin Kłodzki i okolice znalazły się w granicach państwa polskiego. Władze państwowe utworzyły gminę zbiorową Lewin Kłodzki, która wchodziła w skład województwa wrocławskiego i powiatu kłodzkiego. Na przełomie 1945 i 1946 Lewin Kłodzki z nieznanych przyczyn stracił prawa miejskie, a gmina została przemianowana na gminę wiejską.
W ciągu kolejnych lat miała miejsce powolna degradacja gminy, która od 1975 roku znalazła się w granicach nowo utworzonego województwa wałbrzyskiego. Jego ewidentnym przejawem było przeniesienie rok później siedzib władz gminy do pobliskiej Kudowy-Zdroju. Taki stan rzeczy miał miejsce do 1991 roku, kiedy to po protestach miejscowych mieszkańców z powrotem przeniesiono władze gminy do Lewina Kłodzkiego.
Gmina Lewin Kłodzki rozpoczęła swój ponowny start z ujemnym bilansem, w porównaniu z innymi gminami w Polsce. Wiele pozostało do zrobienia. Nie jest to łatwe nie tylko z powodu gorszej od innych sytuacji finansowej gminy i jej mieszkańców, ale także z powodu znacznych barier psychologiczno-społecznych. Od 1999 roku gmina wchodzi w skład województwa dolnośląskiego i przywróconego powiatu kłodzkiego.

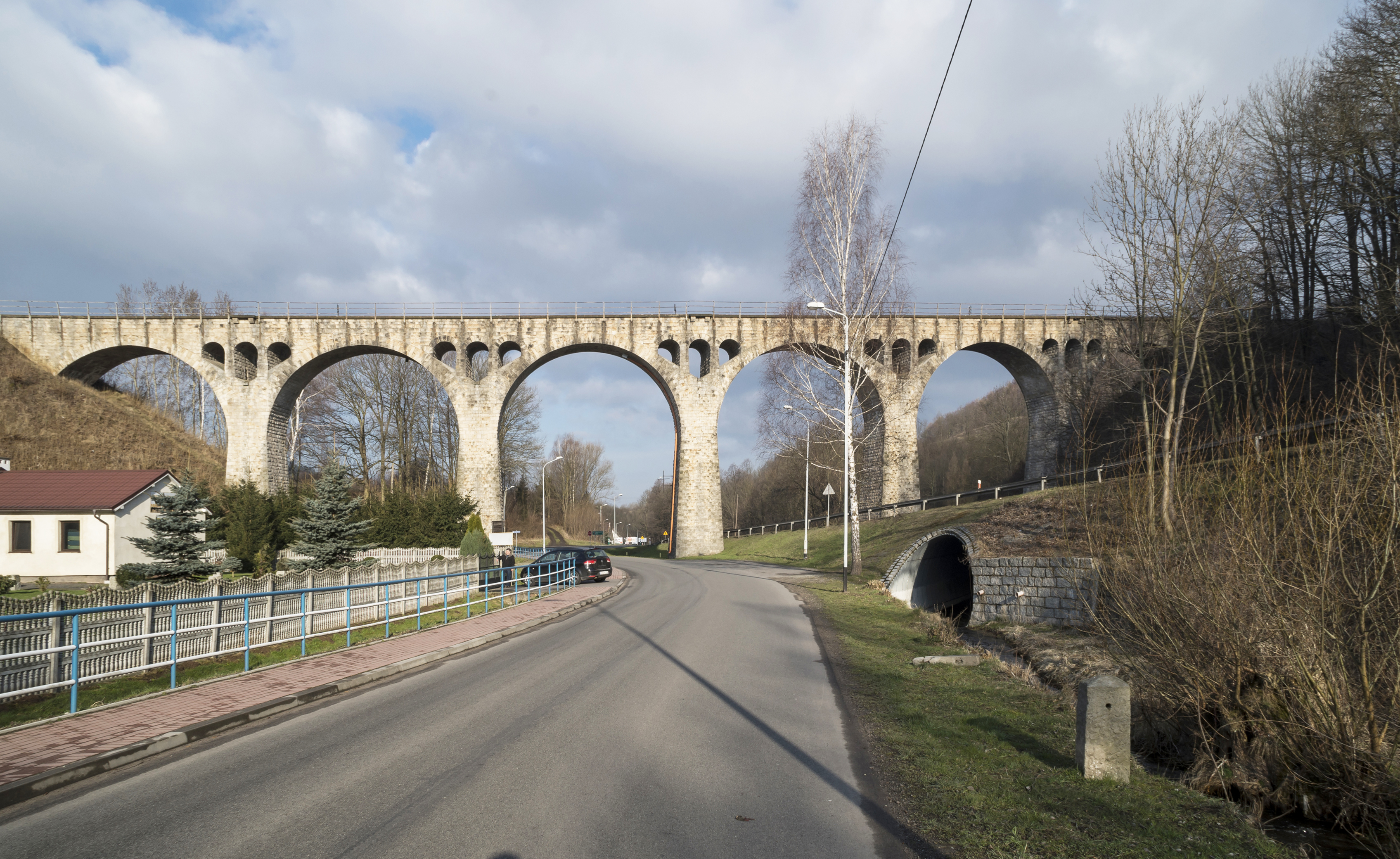
Wiadukt kolejowy w Lewinie Kłodzkim

## Zabytki
Jedyne zabytki na obszarze gminy znajdują się w samym Lewinie Kłodzkim, są to:
- Kalwaria w Lasku Miejskim
- Wiadukt kolejowy
- Kościół św. Jana Nepomucena
- Kościół św. Michała Archanioła
- Figura św. Jana Nepomucena
- Kamienica na lewińskim rynku
- Zamek Homole

## Gospodarka
| Rodzaj                       | Powierzchnia | %      |
| ---------------------------- | ------------ | ------ |
| Grunty orne                  | 722 ha       | 13,83% |
| Pastwiska                    | 1008 ha      | 19,31% |
| Łąki                         | 627 ha       | 12,01% |
| Sady                         | 17 ha        | 0,33%  |
| Użytki rolne (Σ)             | 2374 ha      | 45,49% |
| Lasy                         | 2422 ha      | 46,40% |
| Pozostałe grunty i nieużytki | 423 ha       | 8,11%  |
| Użytki i nieużytki rolne (Σ) | 5219 ha      | 100%   |

Z dawnych źródeł historycznych wynika, że głównym źródłem zajęcia mieszkańców była praca chałupnicza, a od XVIII wieku zaczęła kształtować działalność związana z obsługą ruchu turystycznego. Po zakończeniu II wojny światowej i zmianie przynależności państwowej oraz wymiany ludności doszło do likwidacji drobnej przedsiębiorczości. Większość nowo osiedlonych mieszkańców gminy znalazła pracę w największym w tej części zakładzie pracy, jakim były Kudowskie Zakłady Przemysłu Bawełnianego. Sytuacja taka miała miejsce do lat 90. XX wieku, kiedy miała miejsce transformacja ustrojowo-gospodarcza Polski.
Od lat 90. XX wieku ma miejsce rozwój turystyki jako nowej gałęzi gospodarki regionu w postaci zakładania nowych gospodarstw agroturystycznych, których liczba stale wzrasta. Władzę gminy traktują obecnie turystykę jako główną gałąź gospodarki regionu. Ponadto w gminie działa 82 prywatnych przedsiębiorców
Przestrzeń rolnicza zajmuje w gminie 45,5% obszaru gminy. Niskie walory produkcyjne uniemożliwiają jednak rozwój ekstensywnych form produkcji. Wśród gruntów dominują trwałe użytki zielone na których można hodować zwierzęta. Średnia wielkość indywidualnego gospodarstwa rolnego wynosi ok. 13 ha. Na tutejszych pastwiskach prowadzi się hodowle kóz, owiec, koni, kuców i gęsi.
Stopa bezrobocia zarejestrowanych w liczbie ludności w wieku produkcyjnym w gminie wynosi 16,1%
Dochody budżetu gminy Lewin Kłodzki w złotych na 1 mieszkańca:

## Demografia

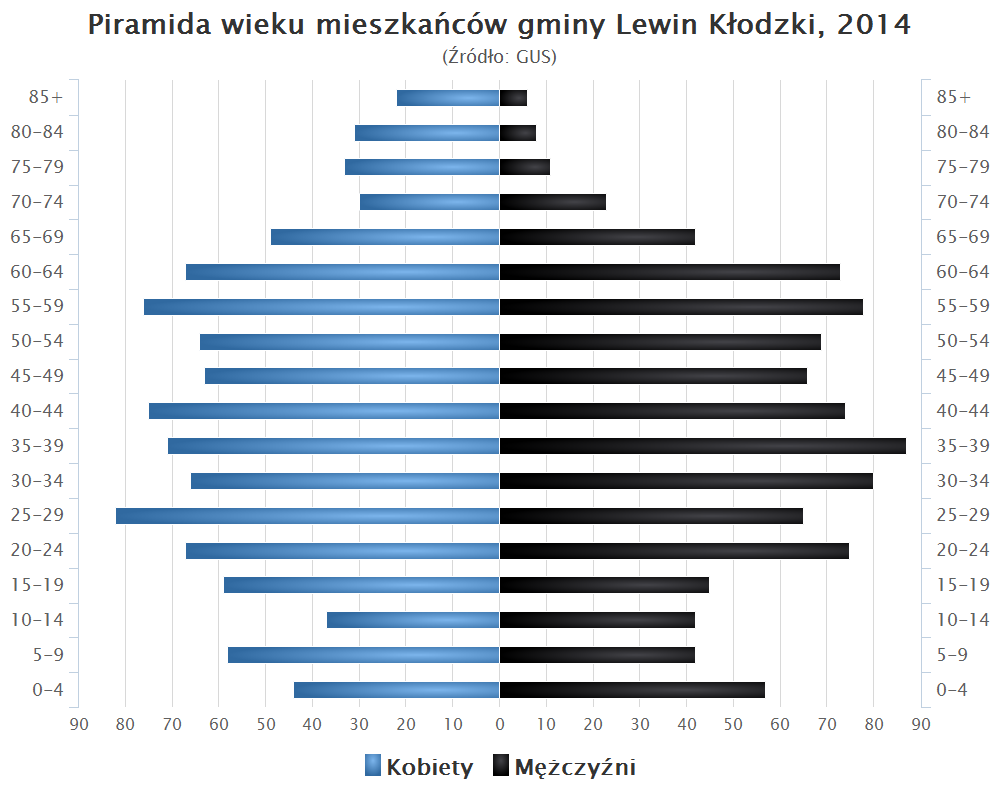
Piramida wieku mieszkańców gminy Lewin Kłodzki w 2014 roku

Dane z 31 grudnia 2017 roku:
| Opis                              | Ogółem | Ogółem | Kobiety | Kobiety | Mężczyźni | Mężczyźni |
| --------------------------------- | ------ | ------ | ------- | ------- | --------- | --------- |
| Jednostka                         | osób   | %      | osób    | %       | osób      | %         |
| Populacja                         | 1 940  | 100    | 998     | 51,4    | 942       | 48,6      |
| Gęstość zaludnienia [mieszk./km²] | 37     | 37     | 19      | 19      | 18        | 18        |

## Edukacja i kultura
Na terenie gminy działa obecnie jeden Zespół Szkolno-Przedszkolny im. Na Bursztynowym Szlaku w Lewinie Kłodzkim. W jego skład wchodzi: przedszkole, szkoła podstawowa. Do obu typu szkół uczęszcza obecnie 146 uczniów. Organizacją imprez i wydarzeń kulturalnych na terenie gminy zajmuje się miejscowe Centrum Kultury i Turystyki.

## Miejscowości
Dańczów, Darnków, Gołaczów, Jarków, Jawornica, Jeleniów, Jerzykowice Małe, Jerzykowice Wielkie, Kocioł, Krzyżanów, Kulin Kłodzki, Leśna, Lewin Kłodzki, Taszów, Witów, Zielone Ludowe, Zimne Wody.

## Polityka

### Władze gminy
Lewin Kłodzki wraz z okolicznymi wioskami tworzą osobną gminę, posiadającą status gminy wiejskiej. Mieszkańcy gminy wybierają do swojej rady gminy 15 radnych w wyborach co 4 lata, w pięciu okręgach wyborczych. Organem wykonawczym władz jest wójt. Siedzibą władz gminy jest budynek biurowo-administracyjny, wzniesiony w latach 90. XX wieku na potrzeby urzędu gminy, znajdujący się przy ulicy Nad Potokiem 4. Przedtem władze gminy urzędowały w zabytkowym ratuszu położonym przy ulicy Rynek 20.
Wójtowie Lewina Kłodzkiego (od 1991):
- 1991–1998: Jerzy Cierczek
- 1998–2010: Bolesław Kędzierewicz
- 2010–2012: Henryk Szczypkowski (odwołany[32] w wyniku referendum)
- 2012–2014: Jerzy Cierczek
- od 2014: Joanna Klimek-Szymanowicz

Mieszkańcy gminy Lewin Kłodzki wybierają parlamentarzystów do Sejmu z okręgu wyborczego Wałbrzych, a do Senatu z okręgu wyborczego dzierżoniowsko-kłodzko-ząbkowickiego, zaś posłów do Parlamentu Europejskiego z dolnośląsko-opolskiego okręgu wyborczego z siedzibą we Wrocławiu.
Na czele każdego z sołectw stoi sołtys jako jednoosobowy organ władzy wykonawczej, który ma do pomocy radę sołecką jako organ władzy ustawodawczej, która wybierana jest przez wszystkich mieszkańców danej wsi.

## Gminy partnerskie[35]
- Olešnice v Orlických horách (Czechy)
- Bystré v Orlických horách (Czechy)
- Val (Czechy)
- Grossbeeren (Niemcy)

## Ludzie związani z gminą
W Lewinie urodził się Joseph Kögler (1765–1817) – ksiądz katolicki, historyk hrabstwa kłodzkiego. Mieszkała tu i zmarła piosenkarka Violetta Villas (1938–2011); o Lewinie Kłodzkim śpiewała w swojej piosence W Lewinie koło Kudowy.